# 天才凡人
天才凡人（てんさいぼんじん）は、MiNE、SHIMADA、HyonnからなるJ-POPユニットである。所属事務所は株式会社ユークリッド・エージェンシー。レーベルはBeat Art Recordings。愛称は天凡（てんぼん）、天凡ファンは天凡P（天才凡人プロデューサーの略）と呼ばれる。

## 来歴
2011年
10月にMiNEとHyonnによって結成された。SHIMADAは当時からバックDJとして参加していたが、公式な加入宣言もなくアーティスト写真に登場し、そのまま加入、現在に至っている。

2012年
6月21日、1stシングル「BRAND NEW WORLD」発売。

2014年
3月17日、結成後初めてのワンマンライブ「宴」（渋谷club asia）を開催（30秒で400枚のチケット完売）。同日、2ndシングル「Ring Ring」を発売。

2015年
7月15日、ナガシマスパーランドで開催された「TOKAI SUMMIT」に出演。
8月6日には国立代々木競技場第二体育館で開催された「a-nation」に出演。

2016年
2月4日、有限会社ユークリッド・エージェンシー（現：株式会社ユークリッド・エージェンシー）に所属したことを発表。
8月、2年連続「a-nation」に出演
8月10日、3rdシングル「蚊が嫌いだと叫びたい」発売。
2017年
10月4日、1stアルバム「人生交差点」発売。
12月29日、新宿ReNYにてワンマンライブ『2017年もありがとう!!天才凡人大忘年会ワンマン!!』開催。同公演の模様は2018年3月にライブDVDとして発売。
2018年
4月 - 7月、全国5大都市ワンマンツアー2018『返済本人〜働きざかりのヒョンさん〜』を開催。ツアーファイナルとなった7月28日青山RizM公演にて会場＆通販限定シングル「未来への面接/WAY WAY」を発売。
12月26日、初のアコースティックワンマンライブ『天才凡人 遅れてきたクリスマス会2018〜Limited Acoustic Dinner Show〜』を六本木サテンドールで開催。
2019年
3月15日、青山RizMにてワンマンライブ『MiNE生誕祭』を開催。
5月29日、は2ndアルバム『二枚目』を発売。6月1日よりワンマンツアー2019『二枚目』を7都市で開催。
12月21日、2回目となるアコースティックライブ『天才凡人 少し早めのクリスマス会2019〜Limited Acoustic Oneman Show〜』を代官山晴れたら空に豆まいてにて開催。
2020年
8月5日、無観客有料配信ワンマン『天才凡人〜オンラインうた会〜』を行う。10月7日、『天才凡人 オンラインでも大感謝祭2019』を有料配信。
2021年
4月3日、約2年半ぶりとなるシングル「何十回 何百回 何千回 転んだって」を発売（500枚限定）。CDを購入したユーザーのなかから抽選で10名にメンバーが「Tenbon bEats配達員」として商品を届けるという配達企画が行なわれた。4月には1年4カ月ぶりとなる有観客ライブ「Tenbon bEats【ご注文ありがとうございます〜天凡音楽宅配便〜】を開催。9月には3枚組3rdアルバム『10才凡人』を発売。。
10月、結成10周年記念ライブ『The 10才凡人』を渋谷club asiaにて開催。
2022年
4 月21日、初となるタイップソングとして朝日放送テレビアニメ「マッドトイチャッティ」のエンディングテーマ「チャンカチャンカ」を発売。5月、ワンマンライブ『天祭凡人』を高田馬場CLUB PHASEにて開催。

## メンバー
MiNE（ミネ）
大阪府出身。シンガー。
SHIMADA（シマダ）
大阪府出身。DJ。
Hyonn（ヒョン）
京都府出身。シンガー。実弟は「WHITE JAM」のSHIROSE。

## ディスコグラフィ

### 自主制作シングル
| 発売日         | タイトル               | 規格品番  | 備考 |
| -------------- | ---------------------- | --------- | ---- |
| 2012年06月21日 | BRAND NEW WORLD        | TSBJ-0001 |      |
| 2014年03月17日 | Ring Ring              | TSBJ-0002 |      |
| 2015年07月08日 | 俺とお前のヘビーな関係 | TSBJ-0003 |      |

### シングル
|                        | 発売日         | タイトル                        | 規格品番                                            | 備考                                                       |
| ---------------------- | -------------- | ------------------------------- | --------------------------------------------------- | ---------------------------------------------------------- |
| 1stシングル            | 2016年8月10日  | 蚊が嫌いだと叫びたい            | 初回A：BARE-0049 初回B：BARE-0050 通常盤：BARE-0051 | 初回Bは蚊取り線香付き                                      |
| 2ndシングル            | 2016年11月23日 | アラーム                        | 初回A：BARE-0052 初回B：BARE-0053 通常盤：BARE-0054 | ジャケ写 初回A：エハラマサヒロ 初回B：遠藤要 通常盤：Hyonn |
| 3rdシングル            | 2017年6月7日   | 結婚っていいな                  | 初回：BARE-0055 通常盤：BARE-0056                   | 通常盤は婚姻届付き                                         |
| 会場＆通販限定シングル | 2018年2月3日   | ヒーローインタビュー/人生交差点 | BARE-0059                                           |                                                            |
| 会場＆通販限定シングル | 2018年7月28日  | 未来への面接/WAY WAY            | BARE-0060                                           |                                                            |
|                        | 2021年4月3日   | 何十回 何百回 何千回 転んだって | BARE-5005                                           | 500枚生産限定Tシャツ付きシングル（CD-R）                   |

### 配信
| 発売日         | タイトル              | 備考                                                      |
| -------------- | --------------------- | --------------------------------------------------------- |
| 2017年12月18日 | スノードーム          |                                                           |
| 2021年10月4日  | すいません            |                                                           |
| 2022年4月20日  | チャンカチャンカ      | 朝日放送 アニメ『マッドトイチャッティ』エンディングテーマ |
| 2022年8月8日   | 裏TOKYO               |                                                           |
| 2022年9月28日  | 5秒で忘れるラブソング |                                                           |
| 2022年12月19日 | こっから              |                                                           |
| 2023年1月25日  | NON-FICTION           |                                                           |
| 2023年3月22日  | 生き継ぎ              |                                                           |
| 2023年12月13日 | KILLER TUNE           |                                                           |
| 2024年1月24日  | REC                   |                                                           |
| 2024年2月14日  | Gift                  |                                                           |

### 参加作品
| 発売日       | タイトル      | 収録曲     |
| ------------ | ------------- | ---------- |
| 2012年5月2日 | 新曲フェスタ3 | Stupid Boy |

## 主なライブ
イベント出演
2013年10月7日「天才凡人プチ2周年 -祝-」morph東京
2014年7月16日「天才凡人無料イベント」渋谷vuenos
2014年10月7日「天才凡人3周年祭〜縁EN〜」渋谷club asia
ワンマンライブ
| 公演日         | ライブタイトル                                                                       | 会場 |
| -------------- | ------------------------------------------------------------------------------------ | --- |
| 2014年3月17日  | ワンマンライブ「宴」                                                                 | 渋谷club asia |
| 2014年5月23日  | ワンマンライブ追加公演「宴〜大阪編〜」                                               | FAN J twice |
| 2015年         | 「俺とお前のヘビーなツアー」                                                         | 7月9日梅田シャングリラ 7月17日名古屋RAD HALL 7月23日渋谷WWW |
| 2017年10月7日  | 天才凡人 結成６周年記念66分ワンマン 「まだ小学生〜やっと6歳になりました〜」          | 渋谷vuenos |
| 2017年12月29日 | ワンマンライブ 『2017年もありがとう!!天才凡人大忘年会ワンマン!!』                    | 新宿ReNY |
| 2018年         | 天才凡人 全国5大都市ワンマンツアー2018 「返済本人〜働きざかりのヒョンさん〜」        | 4月7日 福岡スクールオブミュージック イベントホール 5月5日 札幌 Crazy Monkey 6月29日 名古屋 JAMMIN' 6月30日 大阪 CLAPPER 7月28日 青山RizM                                                                        |
| 2018年10月7日  | 『天才凡人結成７周年記念ワンマン 「おめでとう！ありがとう！ファン大感謝祭2018」』    | 下北沢GARDEN |
| 2018年12月26日 | 『天才凡人 遅れてきたクリスマス会2018 〜Limited Acoustic Dinner Show〜』             | 六本木サテンドール |
| 2019年3月15日  | 「ワンマンライブ『天才凡人MiNE生誕祭」                                               | 青山RizM |
| 2019年         | 「天才凡人ワンマンツアー2019『二枚目』」                                             | 6月1日 愛知 JAMMIN’ 6月2日 大阪 阿倍野 ROCK TOWN 6月8日 新潟 柳都 SHOW!CASE!! 6月9日 宮城 space Zero 6月22日 福岡 福岡スクールオブミュージック&ダンス専門学校 7月6日 北海道 Crazy Monkey 7月13日 東京 SPACE ODD |
| 2019年10月6日  | 「結成８周年記念ワンマン 『天才凡人 大感謝祭2019」                                   | 渋谷WWW X |
| 2019年12月21日 | 『天才凡人 少し早めのクリスマス会2019 〜Limited Acoustic Oneman Show〜』             | 晴れたら空に豆まいて |
| 2021年4月18日  | 「Tenbon bEats 【ご注文ありがとうございます〜天凡音楽宅配便〜』」                    | TSUTAYA O-Crest |
| 2021年７月24日 | 天才凡人ワンマンライブ 『アップデート Version10.0』                                  | 新宿BLAZE |
| 2021年10月7日  | 『結成10周年記念ワンマンライブ「The 10才凡人」』                                     | 渋谷club asia |
| 2021年12月25日 | クリスマスアコースティックライブ『天才凡人☆Super X'mas』                             | 渋谷club asia |
| 2022年5月14日  | ワンマンライブ『天祭凡人』 昼公演〜カバーDE天才凡人〜/夜公演〜オリジナルDE天才凡人〜 | 高田馬場CLUB PHASE |

主なイベント出演

## 楽曲提供
MiNEとSHIMADAは作詞家、作曲家としても活躍している。
以下はメジャーアーティストへの楽曲提供作品の一部である（作詞作曲の一部・共作も含む）。
SHIMADAがTWICEへ楽曲提供した「Wake Me Up」は2018年に日本レコード大賞・優秀作品賞を受賞。

### MiNE
- なにわらいん
  - 「キセキメーカー」（作詞、作曲）
- CROSS GENE
  - 「New Days」（作詞）
  - 「手紙」（作曲）
- こんどうようぢ
  - 「Starlight baby girl」（作詞、作曲）
- じぇにー。
  - 「恋時計」（共作詞、共作曲）
- たこやきレインボー
  - ｢なにわもジングルベル｣ （作詞、作曲）
- チーム・ハンサム!
  - 「A（C）」（共作曲）
  - 「ALICE」（共作曲）
  - 「BANG!」（共作曲）
- 東京力車
  - ｢唯我独尊SOUL｣（作詞)
- BIRTH
  - 「きみに読む物語-I love youの意味-」（共作曲）
- BRIDGET
  - 「Always」（共作曲）
- Shuta Sueyoshi feat.ISSA
  - 「Over "Quartzer"」（共作曲） - 『仮面ライダージオウ』主題歌
- Da-iCE
  - 「Yawn」（共作詞、共作曲）
- lol
  - 「Magic of A Laugh」（共作曲）
- 心斎橋演芸高校 from 電音部
  - 「心斎橋エイリアン」（共作詞、共作曲）
  - 「ポジティブスイッチ」（共作詞、共作曲）
- 櫻坂46
  - 「Make or Break」（共作曲）
- 乃木坂46
  - 「不道徳な夏」（共作曲）

ジャニーズ事務所関連
- SMAP
  - 「Breaking Dawn」（作詞、作曲）
- V6
  - 「Good Life」（作詞、作曲）
- KinKi Kids
  - 「Plugin Love」（作詞）
  - 「CLASSIC」（作詞）
  - 「Insomnia」（作詞）
- 嵐
  - 「サヨナラのあとで」（共作曲）
  - 「Japonesque」（作曲）
  - 「ありのままで」（共作詞）
  - 「Do you...?」（共作詞、共作曲）
- KAT-TUN
  - 「Ask Yourself」（共作詞、共作曲）
  - 「Sweet Birthday」（共作詞）
  - 「Fly like a ROCKET」（作曲）
  - 「READY FOR THIS!」（作曲）
- NEWS
  - 「White Love Story」（作詞、作曲）
- Hey! Say! JUMP
  - 「チョコラタ」（作詞）
  - 「BANGER NIGHT」（作詞）
  - 「I/O」（共作曲）
  - 「女王蜂」（作曲）
  - 「PARTY!!」（作曲）
  - 「Precious Girl」（作曲）
  - 「UNION」（作曲）
  - 「僕とけいと」（作曲）
  - 「パーリーモンスター」 - Hey! Say! 7（共作詞、共作曲）
- Kis-My-Ft2
  - 「Crystal Sky」（作詞）
  - 「永遠結び」（作詞、作曲）
  - 「Mr.Star Light」（作詞、共作曲）
  - 「青春 Don't Stop!!」（作詞、共作曲）
  - 「MAHARAJA」（共作詞）
  - 「Camellia」（作詞、作曲） - 玉森裕太ソロ曲
  - 「Give me...」（作曲） - 北山宏光ソロ曲
  - 「Get Ready」（作曲） - 千賀健永ソロ曲
  - 「BOMB」(作曲) - 千賀健永ソロ曲
- Sexy Zone
  - 「UNSTOPPABLE」（作詞、共作曲）
  - 「星の雨」（作詞、共作曲）
  - 「チクチクハート〜beating beating〜」（共作曲）
  - 「Birthday for you」（作詞）
  - 「Believe my dream」（共作曲）
  - 「フィルター越しに見た空の青」（作詞、共作曲）
  - 「トラフィックジャム」 - Sexy Zone、Sexy 松（作詞、共作曲）
  - 「Forever L」（作曲） - 中島健人ソロ曲
  - 「Love風」（作曲） - 中島健人ソロ曲
  - 「勝利の日まで」（共作詞）
  - 「ダンケ・シェーン」（作詞） - マリウス葉ソロ曲
  - 「Sweety Girl」（作詞）
  - 「Rainbow Light」（共作詞）
  - 「But…」（共作曲） -  菊池風磨ソロ曲
  - 「ダヴィンチ」（作詞、共作曲）
  - 「One Abiity」（作詞、共作曲）
  - 「So Sick」（作詞、共作曲）
  - 「Small Love Song」（共作曲）
- A.B.C-Z
  - 「Reboot!!!」（共作詞）
  - 「Love To Love You」（作詞、共作曲） - 橋本良亮ソロ曲
  - 「DESTRUCTION!!」（作詞、共作曲）
  - 「Get up!」（作詞、共作曲） - 橋本VS五関
  - 「Want You Back」（作曲）
  - 「Sweet Addiction」（作曲）
  - 「Mr.DAZZLING」（作詞、共作曲）
  - 「Jigsaw」（共作詞）
  - 「拝啓 今日を共に生きる貴方へ」（共作詞）
- ジャニーズWEST
  - 「ガッテン アンセム」（作詞、共作曲）
  - 「シルエット」（共作詞）
  - 「初恋」（作詞、共作曲）
  - 「青春ウォーーー!!」（共作曲）
  - 「Baby Good!!!」（作詞）
  - 「僕らの軌跡 〜ジャニーズWEST 列島縦断〜」（作詞、共作曲）
  - 「Summer Dreamer」（共作曲）
  - 「100% I Love You」（作詞、共作曲）
  - 「雪に願いを」（作詞、共作曲）
  - 「You're My Treasure」（共作詞）
- King & Prince
  - 「We are King & Prince！」（共作曲）
  - 「ゴールデンアワー」（作詞、共作曲）
  - 「BANGIN!!」（共作詞）
  - 「風に乗れ｣ （作詞、作曲）
  - 「Song for you 〜君を信じて〜｣ （作詞、作曲）
  - 「BEATMAKER｣ （作詞）
  - 「Rebirth」（共作曲） - 神宮寺勇太ソロ曲
  - 「ORESEN」（作詞）
- SixTONES
  - 「Beautiful Life」（作詞、共作曲）
  - 「Strawberry Breakfast」（共作詞）
  - 「WHIP THAT」（共作詞）
  - 「Risky」（共作詞）
  - 「SUBWAY DREAMS」（共作詞）
  - 「STAMP IT」（共作詞）
  - 「Bang Bang Bangin'」（共作詞）
  - 「PUNK STAR」（共作詞）
  - 「ABRACADABRA」（共作曲）
  - 「快進撃」（作詞、共作曲）
- Snow Man
  - 「ZIG ZAG LOVE」（作詞、共作曲）
  - 「Vanishing Over」（作詞、共作曲）
  - 「Grandeur」（共作詞、共作曲）
  - 「タペストリー」（共作詞、共作曲）
- 山下智久
  - 「Never Lose」（作詞）
  - 「With you」（作曲）
- 中山優馬
  - 「ネガイゴト」（作詞）
  - 「VOICE」（作詞、作曲）
  - 「おやすみ」(作詞)
  - 「アイオライト」（作曲）
- 内博貴
  - 「0の誓い」（共作曲）
- ふぉ〜ゆ〜
  - 「Thank you for your love」（共作詞）
- ジャニーズJr.
  - 「LOVE」（作詞、共作曲）
  - 「PRIDE & SOUL」（作詞、共作曲）
- Travis Japan
  - 「Lock Lock」（作詞）
- HiHi Jets
  - 「Hi Hi JET」（共作曲）
  - 「HiHi Jets TO THE MOON」（共作曲)
  - 「baby gone」（作詞）
  - 「Beast」（作詞、共作曲）
  - 「情熱ジャンボリー」（作詞、共作曲）
  - 「Fight Back」（作詞、共作曲）
- 美 少年
  - 「Beautiful Love」（作詞）
- 関西ジャニーズJr.
  - 「ハチャメチャ音頭」（作詞、共作曲）
- なにわ男子
  - 「なにわLucky Boy!!」（作詞、共作曲）
  - 「夢わたし」（作詞、作曲、共作曲）
  - 「Viva Viva Carnival」（作詞、作曲、編曲、共作曲）
- AmBitious
  - 「Reach for the sky」（作詞）
- 滝沢歌舞伎2018
  - 「Thousand Suns」（共作曲）
- 滝沢歌舞伎ZERO
  - 「My Friend」（作詞）
- DREAM BOYS 2019
  - 「Walking To The End」（共作曲）

### SHIMADA
- TWICE
  - 「Wake Me Up」（作詞、アレンジ）
  - 「STAY BY MY SIDE」（作詞）
- nissy（西島隆弘）
  - 「DANCE DANCE DANCE」（共作曲）
- CROSS GENE
  - 「手紙」（作詞）
- CODE-V
  - 「Shooting Star」（作詞）
- 倖田來未
  - 「TURN AROUND」（作詞、作曲）
- こんどうようぢ
  - 「Starlight baby girl」（作曲）
- たこやきレインボー
  - 「なにわもジングルベル」（作曲）
- 東京力車
  - 「唯我独尊SOUL」（作曲）
- Shuta Sueyoshi feat.ISSA
  - 「Over "Quartzer"」（共作曲、編曲） - 『仮面ライダージオウ』主題歌
- Da-iCE
  - 「Flash Back」（共作曲、編曲）
  - 「Yawn」（共作曲、編曲）
- lol
  - 「Magic of A Laugh」（共作曲）
- 心斎橋演芸高校 from 電音部
  - 「心斎橋エイリアン」（共作詞、共作曲）
  - 「ポジティブスイッチ」（共作詞、共作曲）
- 櫻坂46
  - 「Make or Break」（共作曲）

ジャニーズ事務所関連
- SMAP
  - 「Breaking Dawn」（作曲）
- 嵐
  - 「サヨナラのあとで」（作曲）
  - 「ありのままで」（作詞、作曲）
  - 「Do you...?」（共作詞、共作曲）
- NEWS
  - 「Greedier」（作曲）
  - 「White Love Story」（作曲）
- 関ジャニ∞
  - 「Cannonball」（作曲、編曲）
- KAT-TUN
  - 「FIRE STORM」（作詞、作曲）
  - 「Fly like a ROCKET」（作曲）
  - 「A MUSEUM」（作詞）
- Hey! Say! JUMP
  - 「RELOAD」（作曲）
  - 「僕とけいと」（作曲）
  - 「PARTY!!」（作曲）
  - 「Precious Girl」（作曲）
  - 「I/O」（共作曲）
  - 「女王蜂」（作曲）
  - 「Napa Napa」（作詞）
  - 「Go Fighter」（作曲、編曲）
  - 「「I」」（作詞）
  - 「Love Equation」（作曲）
- Kis-My-Ft2
  - 「Give me...」（作曲） - 北山宏光ソロ曲
  - 「Get Ready」（作曲） - 千賀健永ソロ曲
  - 「BOMB」（作曲） - 千賀健永ソロ曲
  - 「Mr.Star Light」（作曲）
  - 「セルフィー」（作詞）
  - 「青春 Don't Stop!!」（作曲）
  - 「Rainy Days」（作詞）
  - 「A.D.D.I.C.T.」（作曲）
  - 「Distance」（作曲）
  - 「永遠結び」（作曲）
- Sexy Zone
  - 「Love風」（作曲） - 中島健人ソロ曲
  - 「My Lovin' Season」（編曲） - 菊池風磨ソロ曲
  - 「トラフィックジャム」 - Sexy Boyz、Sexy 松（作曲）
  - 「Forever L」（作曲） - 中島健人ソロ曲
  - 「フィルター越しに見た空の青」（作曲）
  - 「UNSTOPPABLE」（作曲）
  - 「チクチクハート〜beating beating〜」（作曲）
  - 「ダヴィンチ」（作曲）
  - 「One Ability」(作曲)
  - 「Small Love Song」（作曲）
  - 「Eliminator」（共作詞）
- A.B.C-Z
  - 「Smiling Again」（共作曲）
  - 「Rock Your World」（共作曲）
  - 「DESTRUCTION!!」（共作曲・編曲）
  - 「Love To Love You」（共作曲・編曲） - 橋本良亮ソロ曲
  - 「Chance to Change」（作詞）
  - 「Want You Back」（共作曲・編曲）
  - 「赤い薔薇よ胸の中で咲き誇れ」（作詞）
  - 「Don’t hurt me anymore」（編曲）
  - 「Jigsaw」（共作詞）
  - 「拝啓 今日を共に生きる貴方へ」（共作詞）
- ジャニーズWEST
  - 「All My Love」（作曲）
  - 「ガッテン アンセム」（作曲）
  - 「You're My Treasure」（作詞）
  - 「雪に願いを」（作曲）
  - 「僕らの軌跡 〜ジャニーズWEST 列島縦断〜」（作曲）
  - 「はんぶんこ」（作曲）
  - 「PUSH」（共作曲・共編曲）
  - 「We Can!!」（共作曲）
  - 「Born To Be Wild」（共作詞）
- King & Prince
  - 「Smiling Forever」（作詞）
  - 「ORESEN」（編曲）
  - 「ユメラブ(You,Me,Love) 」（共作詞、共作曲、共編曲）
- SixTONES
  - 「Beautiful Life」（共作曲）
  - 「Special Order」（作詞）
  - 「Strawberry Breakfast」（共作詞）
  - 「WHIP THAT」（共作詞）
  - 「Boom-Pow-Wow!」（共作曲、編曲）
  - 「Risky」（共作詞）
  - 「SUBWAY DREAMS」（共作詞）
  - 「STAMP IT」（共作詞）
  - 「Bang Bang Bangin'」（共作詞）
  - 「PUNK STAR」（共作詞）
  - 「Focus」（共作曲、編曲）
  - 「SHOCK ME」（共作詞）
  - 「ABRACADABRA」（作詞）
  - 「Night rider」（共作曲、編曲）
- Snow Man
  - 「Grandeur」（共作詞、共作曲、編曲）
  - 「タペストリー」（共作詞、共作曲、編曲）
- 山下智久
  - 「UnleAsHed」（作曲）
  - 「With you」（作曲）
- 中山優馬
  - 「VOICE」（作曲）
  - 「おやすみ」（作曲）
  - 「アイオライト」（作曲）

ジャニーズJr.
- なにわ男子
  - 「夢わたし」（作詞、作曲、共作曲）